# Día del Rollo de Canela
El Día del Rollo de Canela (en sueco, kanelbullens dag; en finlandés, korvapuustipäivä) se celebra anualmente cada 4 de octubre en Suecia y Finlandia para promover los rollos de canela, postre tradicional. Es un día temático creado con fines de marketing, instituido en 1999 por Kaeth Gardestedt. En ese momento, era gerente de proyectos del Consejo de Repostería Casera (Hembakningsrådet), que históricamente fue un grupo comercial respaldado por fabricantes de levadura, productores de harina, fabricantes de azúcar y fabricantes de margarina, y ahora cuenta con el respaldo de la marca de azúcar Dansukker.

## Rol cultural
El propósito de la celebración es aumentar la atención sobre la tradición repostera sueca, con un enfoque particular en los rollos de canela, y aumentar el consumo de levadura, harina, azúcar y margarina. El día se promociona a través de carteles publicitarios en tiendas y cafés. Los bollos de canela también se presentan en eventos comunitarios entre suecos en Nueva Zelanda y en la Iglesia de Suecia en el Extranjero.
La mayoría de las celebraciones oficiales de comida son eventos menores que reciben poca atención, pero la adopción sueca del Día del Rollo de Canela ha sido inusualmente popular. Según el etnólogo sueco Jonas Engman de la Universidad de Estocolmo, la popularidad se debe en parte a una crisis de identidad nacional ligada a la globalización y la migración, que ha provocado que las personas valoren cosas que les recuerdan rasgos positivos de años pasados.

## Fecha
El Día del Rollo de Canela se celebra el 4 de octubre porque el Hembakningsrådet no quería que el día compitiera con otras tradiciones gastronómicas, como los panecillos dulces semla, que se sirven en Suecia el martes de carnaval. En Suecia, el Día del Niño se celebra el primer lunes de octubre; «la idea con el Día del Rollo de Canela era que fuese un día para la consideración».